# Полонені на фронті
«Полонені на фронті» (англ. Prisoners from the Front) — картина американського художника 19 століття Вінслова Гомера (1836—1910), присвячена події громадянської війни у США.
До створення картини «Полонені на фронті» художник підійшов як репортер. Конвой привів полонених до командира для вирішення їх долі. Короткий момент перших хвилин зустрічі і відобразив художник. Іде вивчення нещодавніх супротивників один одного. Гомер старанно характеризує кожну особистість в її індивідуальних рисах — худорляву статуру, хвацьку манеру носити військовий кашкет, довге, нестрижене волосся молодих чи сивину найстарішого з полонених, їх неохайний одяг. Картина правдиво відобразила непарадні сторони військового побуту вояків, пустельний пейзаж колишнього гаю, від якого війна залишила лише пеньки, атмосферу неочікуваних і неприємних подій. Гомер не знав, що створив чергову історичну композицію, але не про міфічні події Пунічних воєн, а про трагічні події громадянської війни власної батьківщини.